# ابن هذيل
ابن هذيل التجيبي الغرناطي هو شاعر وطبيب وفيلسوف، من أهل غرناطة. عمل طبيبًا بالبلاط السلطاني وكمدرس في مدرسة غرناطة، من مؤلفاته تصنيف «الاختيار والاعتبار» في الطب وديوان شعر تحت عنوان «السليمانيات والعربيات»، توفي سنة 753هـ-1352م.

## سيرة
هو يحيى بن احمد بن هذيل أبو زكريا التجيبي الغرناطي الأرجدوني نسبة إلى مدينة أرجدونة، يُنسب إلى سلفه أملاك ومعاهد كولابج هذيل مما يدل على أصالة.
كان من آخر حملة الفنون العقلية بالأندلس، وخاتمة العلماء بها، عالم بالطب والهندسة والهيئة والحساب والأصول والأدب، وله شعر حسن.
اشتهر بإمتاع المحاضرة، وحسن المجالسة، وحسن العهد، وسلامة الصدر، وحفظ الغيب، والبراءة من التصنع.
خدم ابن هذيل بلاط السلطان في آخر عمره، وقعد بالمدرسة بغرناطة يدرس الأصول والفرائض والطب ٖٔ.فُلج والتزم منزل لسان الدين بن الخطيب، وكانت زوجته قد توفيت، فصحبه عليها وجد شديد، وحزن ملازم، فلما قربت وفاته استدعى تلميذه ابن الخطيب، وأملى عليه بعض الأبيات، إذ كان لسانه لا يُبين القول، ولا يُفصح عما يُريد  
وكانت وفاته في ليلة الخامس والعشرين لذي القعدة من عام ثلاثة وخمسين وسبعمائة، ودفن بحذاء زوجه كما عهد رحمة الله تعالى عليه.  

## مؤلفاته
- ديوان شعره المسمى (السليمانيات والعربيات وتنشيط الكسل)
- كتاب (الاختيار والاعتبار في الطب)
- ٖكتاب (التذكرة في الطب)
- شرح كراسة الإمام فخر الدين الرازي في الطب